# Global boundary stratotype section and point

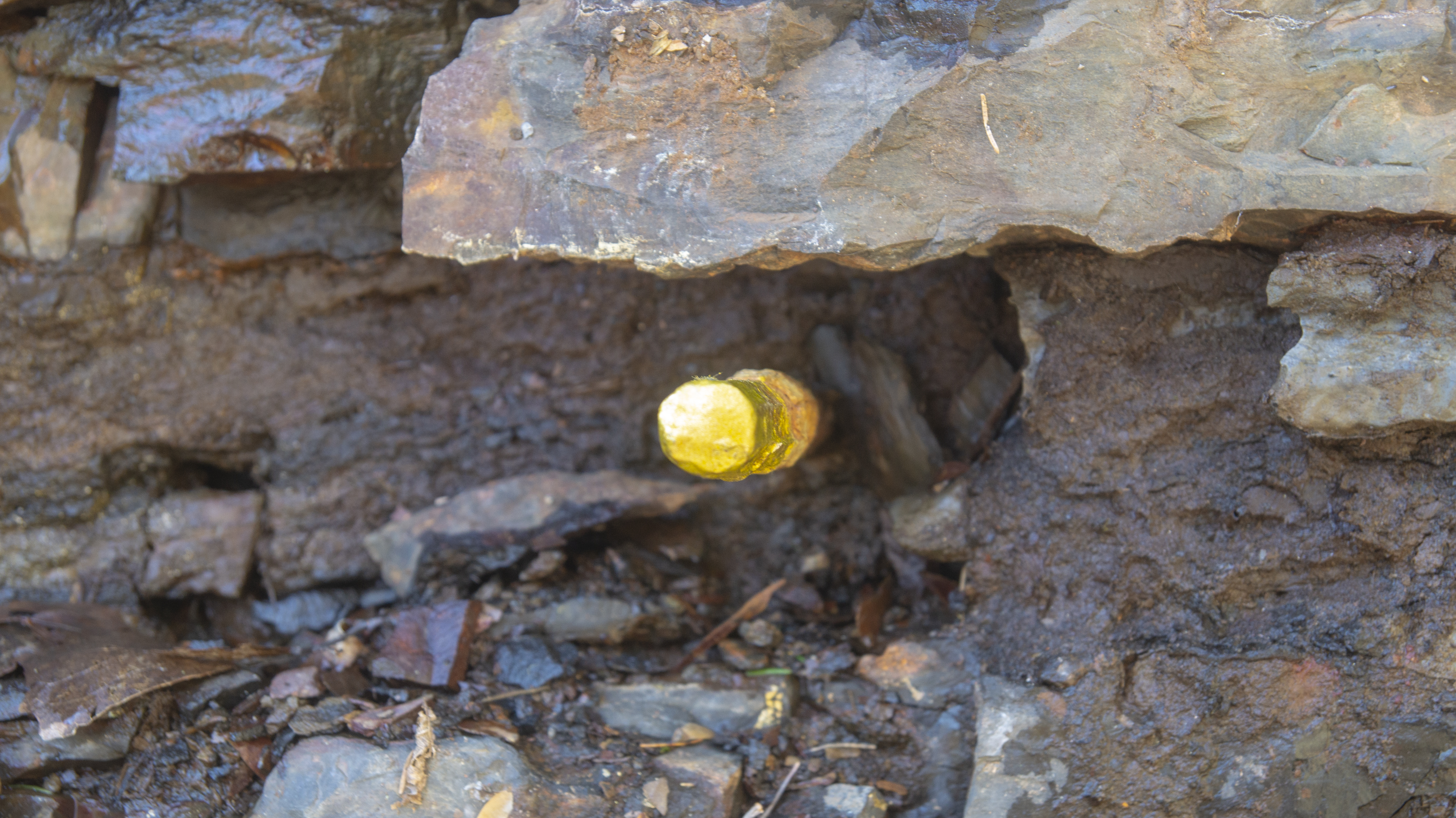
Den gyllene spiken, GSSP-markör i alunskiffern vid diabasbrottet i Hunneberg.

Global boundary stratotype section and point (GSSP) är en global referenspunkt som används inom stratigrafin för att definiera gränsen mellan två olika geologiska tidsperioder. En GSSP kan bara ratificeras av arbetsgrupper inom den Internationella kommissionen för stratigrafi ICS (International Commission on Stratigraphy).
I Sverige finns det två GSSP:er, Hunneberg och Fågelsång.